# 오토데스크 인벤터
오토데스크 인벤터(Autodesk Inventor)는 미국 기업 오토데스크가 개발한 컴퓨터 지원 설계(CAD) 응용 소프트웨어의 하나로, 제품 설계, 시각화, 시뮬레이션에 사용 시 3차원 디지털 프로토타입의 개발에 사용한다. 자사의 사유 지오메트릭 모델링 커널인 셰이프매니저를 사용한다.
오토데스크 인벤터는 솔리드웍스와 솔리드 에지와 직접 경쟁한다.

## 에디션
오토데스크 인벤터 제품 계열은 다음의 소프트웨어 타이틀을 포함한다:
- Autodesk Inventor Professional 2025
- Autodesk Product Design & Manufacturing Collection

## 같이 보기
- 솔리드 엣지
- 솔리드웍스